# BOOMER
BOOMER（ブーマー）は、日本で活動するフリーのお笑いコンビである。2016年11月より漫才協会に入会。

## メンバー
河田 キイチ（かわだ キイチ、1964年4月23日（60歳） - ）
- ツッコミ担当、立ち位置は向かって左。
- 本名：河田 貴正。旧芸名：貴一。
- 神奈川県出身。血液型A型。
- 神奈川県立湯河原高等学校卒業。
- 箱根・強羅にある老舗旅館「早雲閣」[1]の長男。そこの旅館に勤める両親と弟もTV出演歴あり。
- 酒が全く飲めない。
- 一旦語りだしたらなかなか止まらない。
- 高校時代から父の影響で競馬ファンになり、競馬関連の番組、雑誌でも活躍。
- 芸名の「貴一」は風間杜夫の杜夫と中井貴一の貴一で悩んで貴一を選んだ。
- DIRT1600という演劇ユニットを主宰し、活動の幅を広げている。2021年から漫才協会の理事[2]。

伊勢 浩二（いせ こうじ、1964年8月1日（60歳） - ）
- ボケ担当、立ち位置は向かって右。
- 本名：木村 浩二。
- 広島県出身。血液型A型。
- 近畿大学付属福山高等学校卒業。
- ボキャブラでのブレイク前に妻と離婚。
- 酒が好き。
- ものまねタレントとしても活躍。
- 2004年（平成16年）公演のミュージカル『スター誕生』に出演。共演した仲間由紀恵や島谷ひとみに、タモリや大橋巨泉等のものまねを舞台袖で振られた。
- 持ちネタとして「伊勢ダンス」がある。

## 経歴
- 出会いは劇団ひまわり[2]。1984年には「時代錯誤」というアイドルグループ（2人は路上パフォーマンスユニットと呼称[2]）のメンバーとして活躍。一世風靡セピアからの影響も受け、雑誌の付録のポスターにもなったという。その後、現・佐藤企画所属の佐藤あつしとの3人組「AKIKO」を結成。3年目でNHK新人演芸大賞優秀賞を獲得するも1992年に解散[2]。一時期別々に役者業を続けるが、舞台での2人のかけあいが受けたことから、「もしかするとやっていけるかもしれない」と同年にBOOMERを結成[2]。
- 2006年（平成18年）6月「伊勢一座」を旗揚げする。
- オーソドックスなコントが売りで、紙芝居を使ったコントなどを持ちネタとする。ブレイクのきっかけとなった『ボキャブラ天国』では、爆笑問題と肩を並べるほどの実力で、彼らに続いて「2代目名人」まで上り詰めた。当時コントによってお互いボケとツッコミを入れ替えしていた。伊勢がセリフをよく噛むため、ボキャブラのオチはすべて河田が言っていた。ボキャブラでのキャッチフレーズは「遅れてきたルーキー」。
- ブーマー・ウェルズにちなんだ野球のユニフォーム風の衣装がトレードマーク。全盛期は40着以上、ブームが落ち着いてからは約20着程度を着まわしている[3]。背番号は河田が44（阪急-オリックス在籍時のブーマーにちなんで）、伊勢は33（江藤智にちなんで）が多い。きっかけは衣装代の節約のため、ユニフォームならば1着あれば着まわせると思ったからである[3]。
- 2006年（平成18年）には、大河ドラマ「功名が辻」で共に伝令役としてカメオ出演した。
- 2006年（平成18年）4月〜10月、パチンコ・パチスロTV!（現・パチンコ★パチスロTV!）の番組「ぬるパチ」にメインで出演。2人で軍資金1万円を分け合い、ぬるくパチンコを打ち、ロケ終了後居酒屋等で勝利を祝うという内容。時には負けてしまい、公園で駄菓子を食べる姿も見られた。
- プリンプリンとのユニット『ブーマープリン』でのコントを舞台で行い、また、伊勢とうな加藤の『イセ&ウナ』のコンビで2008年（平成20年）、2009年（平成21年）のM-1グランプリに出場した。河田、伊勢共に専門学校での講師も務めている。
- 太田光（爆笑問題）は大島渚のモノマネをする際、「だからBOOMERダメなんだよ!」と言っている。また、太田は彼らの芸を「ショーパブ上がりなんで参考にしないでください」と評価している（ただし爆笑問題の番組によくゲスト出演していて、仲が良いからこその発言である）。また、太田からの紹介で漫才協会主催の舞台や寄席にも度々出演し、現在は浅草を中心とした活動をしている（その後2016年11月に、正式に漫才協会に入会した）。
- 2009年7～8月、TBS系のバラエティ番組「キズナ食堂」の一発屋芸能人救済企画として、X-GUN・鉄拳・ムーディ勝山・ダンディ坂野・小梅太夫（現・コウメ太夫）・鼠先輩と共に江ノ島の海岸で「一発屋芸人・一発屋歌手による海の家『一発屋』」の経営にチャレンジした。本業の手が空いている時はこの店で働いて売り上げ金の一部を給料としてもらえるシステムで、番組中で毎週目玉企画として放送されるなど告知効果もあって売り上げは上々で、お盆初日の売り上げは65万9200円、お盆期間中の売り上げは207万2900円、2ヶ月間で合計1648万8,550円の売り上げとなり、番組内でも「海の家としては大成功」との評価を受けた。
- 2010年（平成22年）には有吉弘行のプロデュースの下、河田とさがね正裕（X-GUN）と安田和博（デンジャラス）の3名で「元祖・じゃない方芸人」によるユニット「有吉命名☆ゴーストバスターズ」が結成され、阿佐ヶ谷ロフトAで3回に渡りトークライブを行っている[4]。結成のきっかけは前年の「キズナ食堂」の海の家企画（上記参照）でさがねと河田が来客に一般人と間違われた事だそうで、安田を入れたのは彼が「アメトーーク」の「じゃない方芸人」に出演していたためだという。
- 有田哲平（くりぃむしちゅー）と堀内健（ネプチューン）は、伊勢が芸名であることを知らなかった。
- 東京スポーツの連載コラム「一発屋の殿堂」（推薦人代表・宝泉薫）の第1回で取り上げられた（2008年（平成20年）11月11日9面）。
- 上記の通り、2016年11月に漫才協会に入会。
- 2020年4月3日、所属していた三木プロダクションを離れフリーに転身したことを発表した[5][6]。

## 出演

### テレビ
- ボキャブラ天国（フジテレビ） - キャッチコピーは「遅れてきたルーキー」。
- 志村けんはいかがでしょう（フジテレビ） - 番組のメインコントの間にコントを披露していた。
- どうーなってるの?!（フジテレビ）- 『夕食ばんざい』のコーナー出演。
- 森田一義アワー 笑っていいとも!（フジテレビ）
- 64マリオスタジアム（テレビ東京）
- スキヤキ!!ロンドンブーツ大作戦（テレビ東京）
- ソリトン 野望山馳参寺!（1994年 - 1995年、NHK教育） - ナビゲーション坊主
- 明石家マンション物語 （フジテレビ）
- 次郎長三国志（2000年1月2日、テレビ東京）
- 空飛ぶ!爆チュー問題（フジテレビワンツーネクスト） - ネズミの「BOOMOUSE」として出演。
- ろみひー（日本テレビ系 - 中京テレビ） - オープニングでコントを披露していた。
- 笑点（日本テレビ）
- 今田・東野のCMコウジ園（日本テレビ）
- THE夜もヒッパレ（日本テレビ）
- 踊る!さんま御殿!!（日本テレビ）
- ダウンタウンDX（読売テレビ）
- 笑いが一番（NHK）
- 今夜もハレホレ（TBS）
- ミスMAP天国（TBS）
- 未来ナース（TBS）
- さまぁ〜ず式（TBS） - 伊勢のみ
- あらびき団（TBS）
- ゴールドラッシュ2008〜今年こそブレイクしたい芸人が開く 新しきイロモネアの夜明け!!（TBS、2008年1月3日）
- 爆笑問題の検索ちゃん（テレビ朝日）
- 夢情報〜夢野家の人々（テレビ朝日）伊勢のみ
- タモリ倶楽部（テレビ朝日）
- アリケン（テレビ東京）
- 今夜もドル箱（テレビ東京）
- ぬるパチ（パチンコ・パチスロTV!）
- 双子探偵（終盤のトークコーナーに出演）
- そろそろ にちようチャップリン（テレビ東京、2019年1月26日）
- 爆笑問題のシンパイ賞!!（テレビ朝日、2019年10月4日 - ）

### ラジオ
- 赤坂お笑いDOJO（TBSラジオ）
- 爆笑問題カーボーイ（TBSラジオ） - 年1回ほどゲスト出演。伊勢の謎掛けと、河田の超常現象話がお決まり。
- 爆笑問題の日曜サンデー（TBSラジオ）
- BOOMERのjungle paradise（FM Fuji）
- ロッキンヘブンBOOMERのスリーナイトスペシャル（ラジオたんぱ）

### 映画
- 仮面ライダー×仮面ライダー オーズ&ダブル feat.スカル MOVIE大戦CORE（2010年） - 源さん役 ※ 伊勢のみ。
- 漫才協会 THE MOVIE 舞台の上の懲りない面々（2024年3月1日、KADOKAWA/ミックスゾーン/中京テレビ放送/ミラクルヴォイス[7]）

### ネット番組
- ウマきゅん（大井競馬場公式YouTubeチャンネル） - 河田のみ不定期出演